# Кралство Англия
 Тази статия е за историческото кралство (927 – 1707).  За съвременната съставна страна вижте Англия.  
Кралство Англия (на английски: Kingdom of England) е бивше кралство на Британските острови, просъществувало от 927 г. до 1707 г.
В апогея на своето развитие кралство Англия завзема 2/3 от остров Великобритания (включвайки днешните Англия и Уелс), както и няколко по-малки острова. Кралството граничи с Кралство Шотландия на север, а столицата на правителството и седалището на главната кралска резиденция е гр. Уинчестър, макар че Уестминстър и Глостър имат почти същия статут, като Уестминстър постепенно набира влияние.
Англия като държава започва своето развитие през IX век или X век. Често нейният произход се проследява чак до англосаксонските заселници на Британия и хептархията от малки кралства, които впоследствие се обединяват.

## История

### Англосаксонски период
Англосаксонският период обхваща историята на Англия от края на Римска Британия и последвалото създаване на англосаксонски кралства до норманското нашествие през 1066 г. V и 6 век са известни като „тъмните векове“. Към края на VIII век във Великобритания пристигат викингите, което довежда до редица промени.

### Норманска Англия
Средновековен Уелс е под властта на разни местни княжества. Когато жадните за земя нормани нахлуват в Англия, започват да притесняват сравнителното слабите уелски граници и традиционно разединените уелсци се обединяват около водачи като Лиуелин Велики. Норманското нашествие в Уелс от 1067 – 1283 г. поставя автономията на Уелс на сериозно изпитание.
Англичаните най-накрая успяват да завладеят Уелс през 1282 г., когато на власт в Англия е крал Едуард I. За да омиротвори уелското население, Едуард I прави своя син Едуард II уелски принц на 7 февруари 1301 г. Тази традиция първородният син на монарха да получава титлата принц на Уелс е все още валидна. Политическото и административното обединение на Англия и Уелс е завършено със закон от 1536 г.

### Средновековие
Средновековните английски крале от династията Плантагенет правят неуспешен опит да анексират и Шотландия. Тя обаче остава да съществува като самостоятелно кралство, макар и в постоянни конфликти с Англия. През 12 – 15 век английските крале от Анжуйската династия владеят и големи части от Франция, но управлението им също е съпроводено с конфликти, от които най-известна е Стогодишната война.
Кралете от династията Тюдор са сред най-ярките представители на английския абсолютизъм. По време на управлението на Хенри VIII през 16 век е проведена английската Реформация, която той разглежда като важно средство за укрепване на абсолютизма и кралската хазна. Вследствие на това във всички островни кралства се въвежда протестантството и възникват религиозни конфликти между католици и протестанти. Уелс е включен изцяло в Кралство Англия през 1535 – 1542 г., а Ирландия е конституирана като кралство Ирландия, в лична уния с английската корона В Северна Ирландия са конфискувани земите на независими галски аристократи и са дадени на протестантски заселници от Англия и Шотландия.. Управлението на кралица Елизабет I продължава 44 години и обхваща период на нарастващо английско влияние по целия свят и на разцвет на английската култура. След нейната смърт през 1603 г. трите кралства Англия, Шотландия и Ирландия се обединяват в лична уния, когато Джеймс VI, крал на Шотландия, наследява короните на Англия и Ирландия и премества двора си от Единбърг в Лондон; въпреки това всяко кралство остава отделна политическа единица със свои собствени институции.. В средата на 17 век и 3-те кралства участват в серия от свързани войни, включително Английската революция, които водят до временна отмяна на монархията и установяване на кратковременна република.

### Републиканско управление
Страната има 2 периода на републиканско управление през XVII век: 1649 – 1653 г. и 1659 – 1660 г., а в промеждутъка Оливър Кромуел налага военна диктатура.
Макар че монархията е възстановена, Славната революция от 1688 г. води до това, че за разлика от останалите страни в Европа, кралският абсолютизъм никога не се завръща. Приема се серия от закони, които формират една неписана Конституция на Великобритания, установяваща конституционна монархия и парламентарна система. По време на този период се поставят основите на английското надмощие по море и след Великите географски открития се основават първите английски отвъдморски колонии, особено в Северна Америка.
В началото на ХVIII век Англия се обединява със съседното Кралство Шотландия и е създадено Кралство Великобритания (1707 – 1801), което през 1801 г. става основа на Обединеното кралство. Днес Англия, Шотландия, Уелс и Северна Ирландия са негови съставни страни в Обединено кралство Великобритания и Северна Ирландия.

## Столица
Град Уестминстър (днес квартал на Лондон, става де факто столица от началото на XII век. По този начин Лондон служи за столица на Кралство Англия, след това на Кралство Великобритания и до днес е столица на Обединеното кралство.